# Radik Kulijew
Radik Niebijewicz Kulijew (ros. Радик Небиевич Кулиев; ur. 10 lipca 1992) – białoruski zapaśnik pochodzenia lezgińskiego, walczący w stylu klasycznym. Wicemistrz świata w 2017 i Europy w 2017 i 2021. Piąty na igrzyskach europejskich w 2019. Trzeci w indywidualnym Pucharze Świata w 2020. Ósmy w Pucharze Świata w 2017. Trzeci na mistrzostwach Europy U-23 w 2015 roku.